# Йоганн Пенцінгер
Йоганн Пенцінгер (нім. Johann Penzinger) — австрійський футболіст, що грав на позиції нападника. Володар Кубка Австрії в складі «Вієнни».

## Клубна кар'єра
Виступав в складі «Вієнни», починаючи з сезону 1929—1930. Здобув з «Вієнною» Кубок Австрії 1930 року. У фіналі не грав, але брав участь у трьох матчах попередніх раундів і забив один гол в 1\16 фіналу у ворота «Бевегунд XX» (3:1). Влітку разом з клубом брав участь в Кубку Мітропи 1930. Грав в чвертьфінальному матчі проти празької «Спарти», що завершився поразкою 1:2. В наступних матчах турніру не грав. В новому сезоні зіграв 2 матчі і залишив команду. Клуб у підсумку здобув чемпіонське звання.
Пізніше в вищому дивізіоні грав у віденських клубах «Флорідсдорфер», «Аустрія» і  «Донау», але в жодному не зміг стати гравцем основи.

## Статистика
Статистика виступів у кубку Мітропи
| №                      | Розіграш               | Стадія                 | Дата та місце проведення | Команда 1              | Рахунок | Команда 2    | Голи |
| ---------------------- | ---------------------- | ---------------------- | ------------------------ | ---------------------- | ------- | ------------ | ---- |
| 1                      | 1930                   | 1/4 фіналу             | 12.07.1930 Прага         | Спарта                 | 2:1     | Ферст Вієнна |      |
| Всього у кубку Мітропи | Всього у кубку Мітропи | Всього у кубку Мітропи | Всього у кубку Мітропи   | Всього у кубку Мітропи | 1       |              | 0    |

## Титули і досягнення
- Чемпіон Австрії (1):

«Вієнна»: 1930-1931 (залишив команду посеред сезону)
- Володар Кубка Австрії (1):

«Вієнна»: 1930